# Sinter
Sinter, geologisk och kemikalisk term för en massa som uppkommit genom att malm halvsmälts och stelnat. Sintring är en kemisk process, varvid en massa av jordart, bergart eller mineral börjar halvsmälta. Om massan är pulverformig kommer partiklarna först att bakas ihop till deg eller klump.
I äldre gruvdrift blev sinterblock en biprodukt som tillvaratogs främst som byggnadsmaterial (ungefär på samma sätt som tegelstenar). I modern drift används sintring för att framställa en bekvämt hanterbar mellanform ur malmen. Sinterkulor är den form som föredras när man transporterar den halvförädlade malmen till slutförädling.
Kalksinter avsätts ur kalkhaltigt vatten, framför allt vid avdunstning. Stalaktiter och stalagmiter består huvudsakligen av kalksinter.
Kiselsinter avsätts på liknande sätt ur kiselhaltigt vatten vid avdunstning, framför allt vid vulkaniska källor som Islands gejsrar.